# Nina Janich
Nina Janich (* 1968 in Erlangen) ist Professorin für Deutsche Linguistik an der TU Darmstadt und von 2011 bis 2021 Jury-Sprecherin bei der Wahl zum Unwort des Jahres.

## Werdegang
Janich studierte Germanistik, Geschichtswissenschaft, Publizistik und Philosophie an den Universitäten Marburg, Mainz und Regensburg. 1993 erlangte sie den Magister artium. 1997 legte sie ihre Doktorprüfung ab mit einer Arbeit zu Fachlichkeitsstrategien in der Wirtschaftswerbung – die Sprache der Werbung ist eines ihrer Spezialgebiete –, 2003 folgte die Habilitation. Seit dem 15. Februar 2004 hat sie die Professur für Deutsche Sprachwissenschaft an der Technischen Universität Darmstadt inne. 2016 wurde sie zum Mitglied der Deutschen Akademie der Technikwissenschaften (acatech) gewählt.
Anfang März 2011 wurde bekannt gegeben, dass sie nach zwanzig Jahren die Nachfolge des Begründers der jährlichen Unwort-Wahl antritt, ihres emeritierten Kollegen Horst Dieter Schlosser.
Nina Janich ist verheiratet und hat drei Kinder. Sie ist die Tochter von Peter Janich.

## Veröffentlichungen
(Auswahl)
- Nina Janich, Alfred Nordmann, Liselotte Schebek (Hrsg.): Nichtwissenskommunikation in den Wissenschaften: Interdisziplinäre Zugänge (= Wissen – Kompetenz – Text 1). Peter Lang, Frankfurt am Main 2012, ISBN 978-3-631-60885-2 (341 S.).
- Nina Janich, Jens Runkehl: Werbesprache: Ein Arbeitsbuch. vollst. überarb. und erw. Aufl. 5. Auflage. Gunter Narr Verlag, Tübingen 2010, ISBN 978-3-8233-6550-1 (323 S.).
- Nina Janich (Hrsg.): Marke und Gesellschaft: Markenkommunikation im Spannungsfeld von Werbung und Public Relations. Verlag für Sozialwissenschaften, Wiesbaden 2009, ISBN 978-3-531-16674-2 (355 S.).
- Nina Janich: Die bewusste Entscheidung: Eine handlungsorientierte Theorie der Sprachkultur. zugl.: Regensburg, Univ., Habil.-Schr., 2003. Narr, Tübingen 2004, ISBN 3-8233-6095-7 (259 S.).
- Nina Janich, Christiane Thim-Mabrey (Hrsg.): Sprachidentität – Identität durch Sprache. Narr, Tübingen 2003, ISBN 3-8233-5761-1 (213 S.).
- Nina Janich: Fachliche Information und inszenierte Wissenschaft: Fachlichkeitskonzepte in der Wirtschaftswerbung. zugl.: Regensburg, Univ.-Diss., 1997. Narr, Tübingen 1998, ISBN 3-8233-5354-3 (336 S.).